# Кгалагади
Кгалага́ди (англ. Kgalagadi) — округ в Ботсване. Административный центр — город Чабонг (en:Tshabong).

## География
В центральной и западной частях расположены национальный парк Гемсбок и природный заповедник Мабуасегубе. Кгалагади расположен в центре пустыни Калахари. Крупнейшие реки (расположены на периферии — на востоке и юго-западе): Нособ, Моселебе, Молопо.
Соседние области:
- Ганзи — на севере
- Северо-Капская провинция (ЮАР) — на юге
- Хардап (Намибия) — на западе
- Южный и Квененг — на востоке

## Населённые пункты
Крупнейшие:
- Чабонг, 6591
- Хукунци, 3807
- Канг, 3744
- Верда, 1916
- Лехутуту, 1719
- Макопонг, 1501
- Локгвабе, 1304
- Фефенг, 1202
- Омавенено, 1068
- Кокотша, 1021

Южного субокруга:
en:Bogogobo, en:Bokspits, Bray, en:Gachibana, en:Khisa, en:Khuis, en:Khwawa, en:Kokotsha, en:Kolonkwane, en:Makopong, en:Maleshe, en:Maralaleng, en:Maubelo, en:Middlepits, en:Omaweneno, en:Phepheng (Draaihoek), en:Rapples Pan, en:Struizendam, en:Tshabong, en:Vaalhoek, Werda
Северного субокруга:
en:Hukuntsi, en:Hunhukwe, en:Inalegolo, Kang, en:Lehututu, en:Lokgwabe, Make, en:Monong, en:Ncaang, en:Ngwatle, Phuduhudu, en:Tshane, en:Ukwi, en:Zutswa

## Административное деление
Административно округ делится на 2 субокруга:
- Хукунци (Hukuntsi)
- Чабонг (Tshabong)